# Frisbee (attractie)
Een frisbee is een attractietype dat gebaseerd is op een schommelschip. Een Frisbee gaat meestal hoger dan een schommelschip en kan soms een hellingshoek halen van circa 170° (bijna recht op zijn kop). Tevens is de schommel een ronde schijf die met 360° kan draaien. De passagiers zitten met de stoelen naar binnen of naar buiten gericht. Frisbee's komen zowel met regelmaat op kermissen voor als in pretparken.

## Ontstaan en variaties
De frisbee werd ontwikkeld door het Duitse bedrijf HUSS Park Attractions. Dit origineel slingert tot een hoek van 170°, en er zijn 36 tot 40 zitplaatsen. Al snel verschenen er variaties op het oorspronkelijke model. De meest gangbare zijn:
- Giant Frisbee, een grotere uitvoering van de Frisbee die slingert tot een hoek van 120°. De Giant Frisbee heeft 50 zitplaatsen.
- Frisbee XL, vrijwel hetzelfde als de Giant Frisbee, met als verschil dat hij slingert tot een hoek van 260° en dat er maar 40 mensen in kunnen.

Vanwege het succes van de Frisbee-serie besloten ook andere attractie-bedrijven een soortgelijke attractie te ontwikkelen. Voorbeelden hiervan zijn:
- De Afterburner van KMG, een kermisversie waarbij er geen ondergrond meer is en de frisbee dus meer een grote ring is geworden,
  - De Freak Out, de kleinere versie van de Afterburner, eveneens van KMG.
- De Discovery van Zamperla, die gelijkenissen vertoont met de Afterburner,
- De Mistral van Mondial Rides, die alsook gelijkaardig is aan de Afterburner, maar dan dubbel zo groot,
- De Gyro Swing van Intamin, die erg lijkt op de Giant Frisbee.

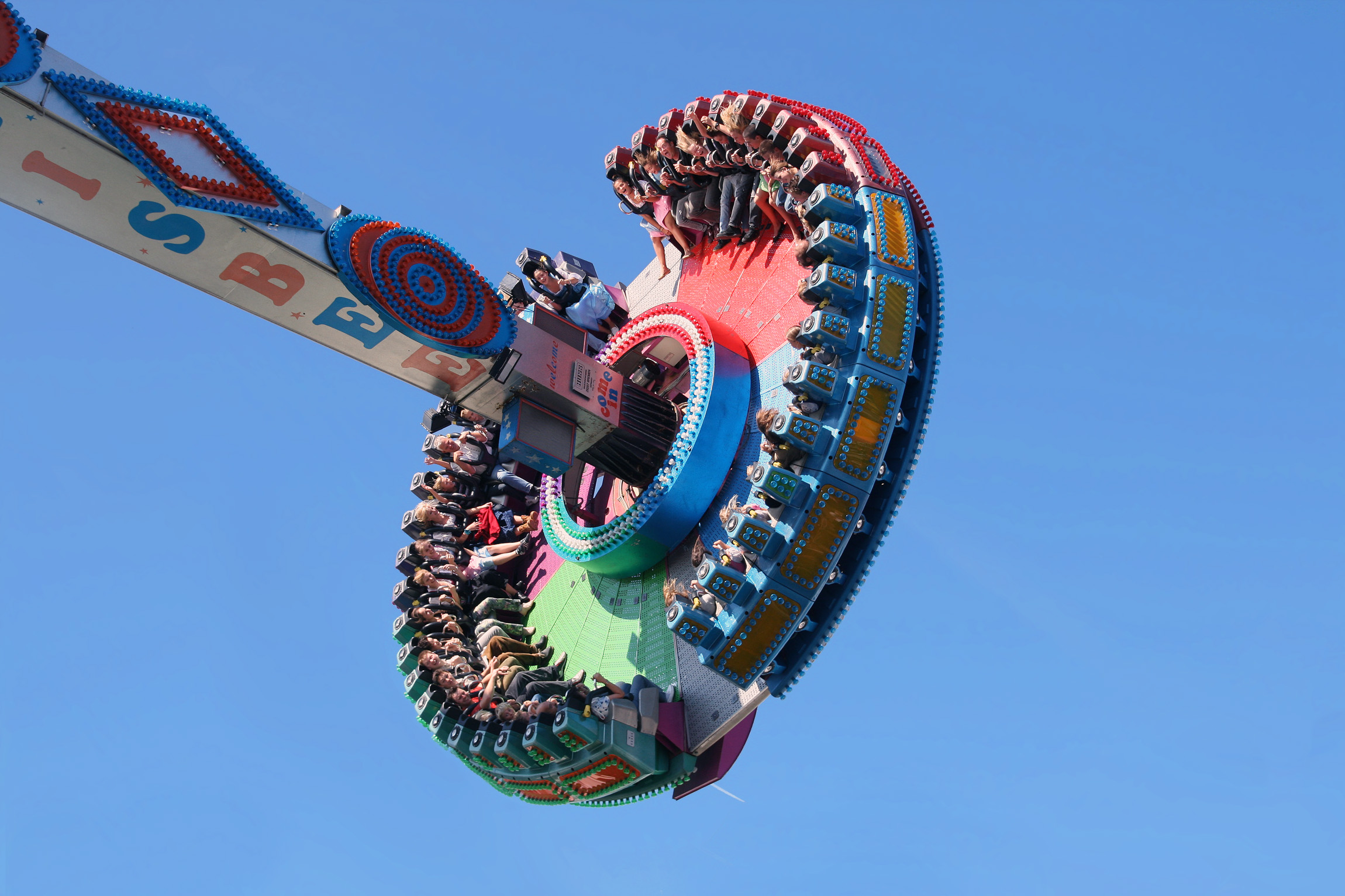
Een frisbee op het oktoberfest van 2007.

## Voorbeelden van frisbees
- Sledge Hammer te Bobbejaanland
- Svend Svingarm te Bon Bon Land
- Nautilus te Drievliet
- Mad Mill te Duinrell
- Anubis te Plopsa Indoor Coevorden